# Carbuterolo
Il carbuterolo (conosciuto anche nella fase sperimentale con la sigla SK&F 40383-A), è un composto simpaticomimetico a breve durata d'azione, chimicamente correlato all'isoprenalina (isoproterenolo), dotato di attività di tipo agonista selettiva sui recettori β2-adrenergici. Come farmaco viene utilizzato per ridurre il broncospasmo in alcune condizioni patologiche quali l'asma e la broncopneumopatia cronica ostruttiva. In Italia il medicinale, soggetto a prescrizione medica, è venduto dalla società farmaceutica Parke-Davis con il nome commerciale di Bronsecur nella forma farmacologica di compresse da 2 mg, destinate ad inalazioni tramite un apposito erogatore aerosol.

## Farmacodinamica
Carbuterolo è una molecola adrenergica, un agonista selettivo dei recettori β2-adrenergici. Questi recettori risultano estremamente diffusi a livello della muscolatura bronchiale e la loro stimolazione da parte del farmaco determina un incremento dell'AMP ciclico endocellulare. L'aumento dell'AMPc a sua volta comporta un effetto di tipo broncodilatatore con risoluzione del broncospasmo.
Il farmaco sembra inibire anche il rilascio di mediatori chimici con effetto spasmogenico e di fattori infiammatori da parte dei mastociti a livello polmonare ed aumenta la clearance mucociliare.

## Tossicologia
La DL50 nel topo è pari a 32,8 mg/kg peso corporeo per via endobenosa, 3134,6 mg/kg per via orale.  La DL50 nei ratti è di 77.2 mg/kg per via endovenosa.

## Usi clinici
Il farmaco trova indicazione nel trattamento dell'asma bronchiale e della broncopneumopatia cronica ostruttiva con componente asmatica.

## Effetti collaterali ed indesiderati
Nella maggior parte dei casi gli effetti collaterali comprendono un prolungamento dell'azione farmacologica, cioè della stimolazione beta-adrenergica. Gli effetti avversi sono soprattutto a carico dell'apparato cardiovascolare, anche se meno marcati rispetto ad altri agenti meno selettivi.
In alcuni pazienti il prodotto può causare lievi tremori a carico dei muscoli scheletrici, normalmente più evidenti alle mani. Questo disturbo è correlato alla dose assunta ed è comune a molti altri stimolanti beta-adrenergici. Raramente sono stati segnalati cefalea, nausea, vomito, secchezza e fastidio al cavo orale, ansia, nervosismo e modesta tachicardia, che scompaiono di solito dopo i primi giorni di trattamento, riducendo, se necessario, la dose.
In alcuni pazienti può comparire vasodilatazione periferica, accompagnata da un modesto aumento compensativo della frequenza cardiaca.
Molto raramente sono state segnalate alcune aritmie cardiache (tra cui fibrillazione atriale, tachicardia sopraventricolare ed extrasistolia), ed ischemia miocardica. Sempre molto raramente alcuni individui possono accusare crampi muscolari.
Solo in rari casi sono state segnalate reazioni di ipersensibilità quali: angioedema, orticaria, broncospasmo, ipotensione e collasso. Alla terapia con beta 2-agonisti, in particolare a dosaggi elevati, può conseguire ipokaliemia anche grave, a causa della tendenza del farmaco a stimolare la captazione intracellulare di potassio riducendone la disponibilità a livello extracellulare. Nei bambini sono stati segnalati rari casi di iperattività.
Così come avviene anche per altre sostanze medicamentose somministrate per via inalatoria, può manifestarsi broncospasmo paradosso, con aumento del respiro affannoso a distanza di pochi minuti dall'inalazione. Nell'eventualità che si presenti questo effetto, è necessario assumere immediatamente un diverso broncodilatatore a rapida insorgenza d'azione, interrompere immediatamente la terapia precedente e istituirne una alternativa.

## Controindicazioni
Il farmaco è controindicato nei soggetti con ipersensibilità nota al principio attivo oppure ad uno qualsiasi degli eccipienti della formulazione farmaceutica. Altre controindicazioni sono rappresentate dallo stato di gravidanza e dall'allattamento al seno.
Non esistono esperienze cliniche in bambini al di sotto dei 6 anni, pertanto questa rappresenta un'ulteriore controindicazione.

## Dosi terapeutiche
Negli adulti la dose consigliata è di 1-2 inalazioni tramite l'apposito erogatore aerosol.
Il paziente asmatico, conoscendo gli orari in cui la crisi broncospastica tende a verificarsi, eseguirà l'inalazione del farmaco circa mezz'ora prima del presunto accesso. Devono essere effettuate al massimo due somministrazioni di aerosol dosato per volta ed il trattamento non deve essere ripetuto prima di quattro ore.
Nella maggior parte degli individui la terapia di mantenimento è di 1 cpr (2 mg) 3 volte al dì.
Un uso eccessivo di carbuterolo per inalazione può essere pericoloso. Infatti a dosaggi elevati possono comparire con maggiore facilità effetti indesiderati. Per questo motivo dosaggio e frequenza delle somministrazioni devono essere variati solo su indicazione del medico.